# Terra de faraons
Terra de faraons (títol original: Land of the Pharaohs) és una pel·lícula estatunidenca dirigida per Howard Hawks i estrenada l'any 1955.	Ha estat doblada al català.

## Argument
Cap al 2600 aC, a l'època de la IV dinastia, el faraó Kheops, enriquit després de diverses victòries militars, pensa ara a assegurar la seua vida eterna i decidix construir la seua tomba, una piràmide inexpugnable. Demana a l'arquitecte-esclau Vashtar que construïxca el lloc d'enterrament més majestuós i segur que mai s'haja construït. Al mateix temps, el faraó coneix la bella princesa xipriota Nellifer, que li explica que el seu poble no pot pagar el tribut que el faraó exigix. Obligada per les circumstàncies, oferix convertir-se en la dona del faraó. El faraó accepta, i Nellifer ordirà plans contra el faraó.

## Comentari
Es tracta d'una superproducció ambientada a l'antic Egipte. Va rebre bones crítiques relacionades amb l'ambientació, els milers d'extres i l'espectacle visual, però el repartiment no va incloure cap de les grans estrelles cinematogràfiques del moment. Això degué disminuir l'atractiu publicitari. El poc èxit de públic i econòmic va ser el primer fracàs comercial de Howard Hawks. Posteriorment s'ha convertit en un film de culte per a grans directors com ara Martin Scorsese o François Truffaut.

## Repartiment
- Jack Hawkins: el faraó Kheops
- Joan Collins: la princesa Nellifer
- James Robertson Justice: Vashtar
- Dewey Martin: Senta
- Alex Minotis: Hamar
- Luisella Boni: Kyra
- Sydney Chaplin: Treneh
- James Hayter: Mikka
- Carlo d'Angelo: el guardià dels cossos
- Bud Thompson: Mabuna